# 다나이 가르시아
다나이 가르시아(Danay García, 1984년 7월 5일 ~ )는 쿠바의 배우이다.

## 출연 작품
- 스나이퍼: 얼티밋 킬 (2017)
- 위도우즈 (2015)
- 리즈 인 셉템버 (2014)
- 맨 업 (2013)
- 이터널 애쉬 (2011)
- 다니카 (2006)
- 프리즌 브레이크 시즌1 (2005)